# Nomia vespoides
Nomia vespoides är en biart som beskrevs av Walker 1871. Nomia vespoides ingår i släktet Nomia och familjen vägbin. Inga underarter finns listade i Catalogue of Life.